# Strapped
Strapped je americký hraný film z roku 2010, který režíroval Joseph Graham podle vlastního scénáře. Snímek měl světovou premiéru na filmovém festivalu Philadelphia Q Fest dne 17. července 2010.

## Děj
Mladý prostitut přichází se svým klientem do jeho bytu. Když od něj odchází, nemůže najít cestu ven z budovy. Jak se toulá bludištěm chodeb, potkává další nájemníky, se kterými má sex za peníze. Na večírku potkává mladíka, se kterým posléze zažije intenzivní vztah. Zdá se, že jejich setkání mu změní život.

## Obsazení
| Ben Bonenfant   | prostitut     |
| Nick Frangione  | Gary          |
| Artem Mishin    | John          |
| Paul Gerrior    | Sam           |
| Carlo D'Amore   | Leon          |
| Michael Klinger | David         |
| Katherine Celio | Davidova žena |
| Raphael Barker  | Jacob         |
| John Kiernan    | Tommy         |